# 六部殺
六部殺（日语：六部殺し（ろくぶごろし））是一則日本有名的怪談故事。主題是貧農夫妻因見錢眼開而殺害被稱為六部的游方僧，並利用游方僧身上的旅費致富最後遭到報應的故事。

## 簡介
六部乃是六十六部的簡稱，此稱呼源自於日本佛教文化中的一種朝聖修行方式。朝聖者會將自己抄寫的六十六份法華經親自送到六十六個靈驗地點供奉。因此才會稱呼此一修行者為六十六部或簡稱為六部。
六部殺的傳說大意為一對貧農夫妻收容了一位過路的六部游方僧過夜，但是不疑有他的游方僧卻不小心讓貧農夫妻看到自己身懷大額的盤纏。在深夜裡，見錢眼開的貧農殺害了六部，奪走了財物。並且在奪走財物後因而發家。結果多年後的一個晚上，成為富翁的貧農在與自己的小兒子玩耍時，小兒子突然告訴父親「當年，你殺害我時，也是這樣的夜晚吧？」
原來當年喪生的六部轉世到了貧農家中意圖報仇，而父親也很快地就被作祟致死。之後這個富豪之家也很快的家道中落了。

## 相關影響
夏目漱石的夢十夜
第三夜的故事受到了六部殺的結局的影響。
京極夏彥的姑獲鳥之夏
故事中的久遠寺家受到有關六部殺的謠言所擾。